# Bas van der Valk
Bas van der Valk (* 25. April 1984 in Delft) ist ein ehemaliger niederländischer Tennisspieler. Er gewann 2002 den Juniorentitel im Doppel der US Open.

## Karriere
van der Valk spielte bis 2002 auf der ITF Junior Tour. In der Jugend-Rangliste erreichte er mit Rang 22 im Einzel seine höchste Notierung, nachdem er bei einigen Turnieren der zweithöchsten Kategorie das Halbfinale erreicht hatte. Das beste Resultat bei Grand-Slam-Turnieren im Doppel war mit Michel Koning der Titelgewinn beim letzten Turnier als Junior, den US Open, die ihn bis auf Platz 2 der Doppel-Rangliste führten.
Bei den Profis spielte van der Valk ab 2001 Turniere, meist auf der ITF Future Tour. Durch eine Wildcard kam er in ’s-Hertogenbosch zu seinem Debüt auf der ATP Tour gleich bei seinem ersten Turnier. Er spielte mit Koning und konnte in der ersten Runde die an vier gesetzte Paarung aus Michael Hill und Daniel Vacek besiegen, bevor sie in der folgenden Runde David Adams und Andrei Olchowski unterlagen. Im Doppel beendete er das Jahr als Nummer 671 der Tennisweltrangliste. Während seiner Karriere lag sein Fokus vor allem im Doppel. Im Einzel kam er bei keinem Future-Turnier über das Viertelfinale hinaus. Auf der höher dotierten ATP Challenger Tour kam er in Alphen zu seinem einzigen Einsatz. Höchste Platzierung war Rang 910 im Juli 2007. Im Doppel stellte sich erster Erfolg im Jahr 2005 ein, als er das erste Future-Turnier gewann. 2008 und 2009 wurde mit sieben Titeln seine erfolgreichste Jahr, die ihn bis Position 428 im August 2009 führten. 2010 nahm er seltener an Turnieren teil. Dennoch erreichte er in diesem Jahr sein bestes Challenger-Resultat. In Alphen zog er nach drei glatten Sieg ins Endspiel ein, das er nicht gewinnen konnte. Das stellte gleichzeitig sein letztes Profiturnier dar. Noch während seiner aktiven Zeit spielte er in der 2. Tennis-Bundesliga für den TC Römerberg.